# 24 ur Le Mansa 1927
24 ur Le Mansa 1927 je bila peta vzdržljivostna dirka 24 ur Le Mansa. Potekala je 18. in 19. junija 1927.

## Rezultati

### Uvrščeni
| Poz | Razred | Št | Moštvo                                 | Dirkači                             | Šasija                                 | Motor            | Krogi |
| --- | ------ | -- | -------------------------------------- | ----------------------------------- | -------------------------------------- | ---------------- | ----- |
| 1   | 3.0    | 3  | Bentley Motors Ltd.                    | Dr. Dudley Benjafield Sammy Davis   | Bentley 3 Litre Super Sport "Old No.7" | Bentley 2.9L I4  | 137   |
| 2   | 1.1    | 25 | Brez imena                             | André de Victor J. Hasley           | Salmson GS                             | Salmson 1.1L I4  | 116   |
| 3   | 1.1    | 23 | Brez imena                             | Georges Casse André Rousseau        | Salmson GS                             | Salmson 1.1L I4  | 115   |
| 4   | 1.5    | 15 | Brez imena                             | Lucien Desvaux Fernand Vallon       | S.C.A.P. 1.5 Litre                     | S.C.A.P. 1.5L I4 | 110   |
| 5   | 1.1    | 26 | Etablissements Henri Precioux (E.H.P.) | Guy Bouriat Pierre Bussienne        | E.H.P. DS                              | C.I.M.E. 1.1L I4 | 108   |
| 6   | 1.1    | 21 | Brez imena                             | André Marandet Gonzaque Lécureul    | S.C.A.P. BDE                           | S.C.A.P. 1.1L I4 | 106   |
| 7   | 1.1    | 20 | Brez imena                             | Jean-Albert Gregoire Lucien Lemesle | Tracta                                 | S.C.A.P. 1.1L I4 | 97    |

### Neuvrščeni
| Poz | Razred | Št | Moštvo     | Dirkači                       | Šasija   | Motor            | Krogi |
| --- | ------ | -- | ---------- | ----------------------------- | -------- | ---------------- | ----- |
| 8   | 1.5    | 16 | Brez imena | Henri Guilbert Albert Clément | S.C.A.P. | S.C.A.P. 1.5L I4 | ?     |

### Odstopi
| Poz | Razred | Št | Moštvo                                 | Dirkači                           | Šasija                      | Motor                  | Krogi |
| --- | ------ | -- | -------------------------------------- | --------------------------------- | --------------------------- | ---------------------- | ----- |
| 9   | 2.0    | 4  | Brez imena                             | Robert Laly Jean Chassagne        | Ariés Surbaissée 3 Litre    | Ariés 3.0L I4          | 122   |
| 10  | 2.0    | 8  | Brez imena                             | Raymond Leroy Pierre Mesnel       | Fasto A3S                   | Fasto 2.0L I4          | 96    |
| 11  | 2.0    | 10 | Brez imena                             | Michel Doré Roger Hellot          | Fasto A3S                   | Fasto 2.0L I4          | 75    |
| 12  | 2.0    | 9  | Brez imena                             | "Brosselin" Frédéric Thelluson    | Fasto A3S                   | Fasto 2.0L I4          | 72    |
| 13  | 1.5    | 14 | Brez imena                             | Gaston Motteto Emile Maret        | S.A.R.A. SP7                | S.A.R.A. 1.5L I6       | 50    |
| 14  | 1.1    | 22 | Brez imena                             | Henri Armand Gaston Duval         | S.A.R.A. ATS                | S.A.R.A. 1.1L I4       | 42    |
| 15  | 5.0    | 1  | Bentley Motors Ltd.                    | Frank Clement Lesli Callingham    | Bentley 4½ Litre            | Bentley 4.4L I6        | 35    |
| 16  | 2.0    | 12 | Brez imena                             | Jacques Chanterelle René Schiltz  | Theo Schneider 25SP         | Theo Schneider 2.0L I4 | 34    |
| 17  | 3.0    | 2  | Bentley Motors Ltd.                    | Andre d'Erlanger George Duller    | Bentley 3 Litre Super Sport | Bentley 3.0L I4        | 34    |
| 18  | 2.0    | 11 | Brez imena                             | Robert Poitier Pierre Tabourin    | Theo Schneider 25SP         | Theo Schneider 2.0L I4 | 26    |
| 19  | 1.1    | 29 | Brez imena                             | Fernand Gabriel Louis Paris       | Ariés 8-10 CV               | Ariés 1.1L I4          | 23    |
| 20  | 1.1    | 24 | Brez imena                             | Lionel de Marmier Pierre Goutte   | Salmson GS                  | Salmson 1.1L I4        | 21    |
| 21  | 1.1    | 28 | Brez imena                             | Arthur Duray Roger Delano         | Ariés 8-10 CV               | Ariés 1.1L I4          | 16    |
| 22  | 1.1    | 27 | Etablissements Henri Precioux (E.H.P.) | Henri De Costier Georges Guignard | E.H.P. DS                   | C.I.M.E. 1.1L I4       | 8     |

### Statistika
- Najhitrejši krog - #1 Bentley Motors Ltd. - 8:46
- Razdalja - 2369.807km
- Povprečna hitrost - 98.74km/h

### Dobitniki nagrad
- 3rd Biennial Cup - #23 Georges Casse/André Rousseau
- Prix le Saint-Didier - #25 André de Victor/J. Hasley
- Index of Performance - #23 Georges Casse/André Rousseau